# Votantes Obama-Trump

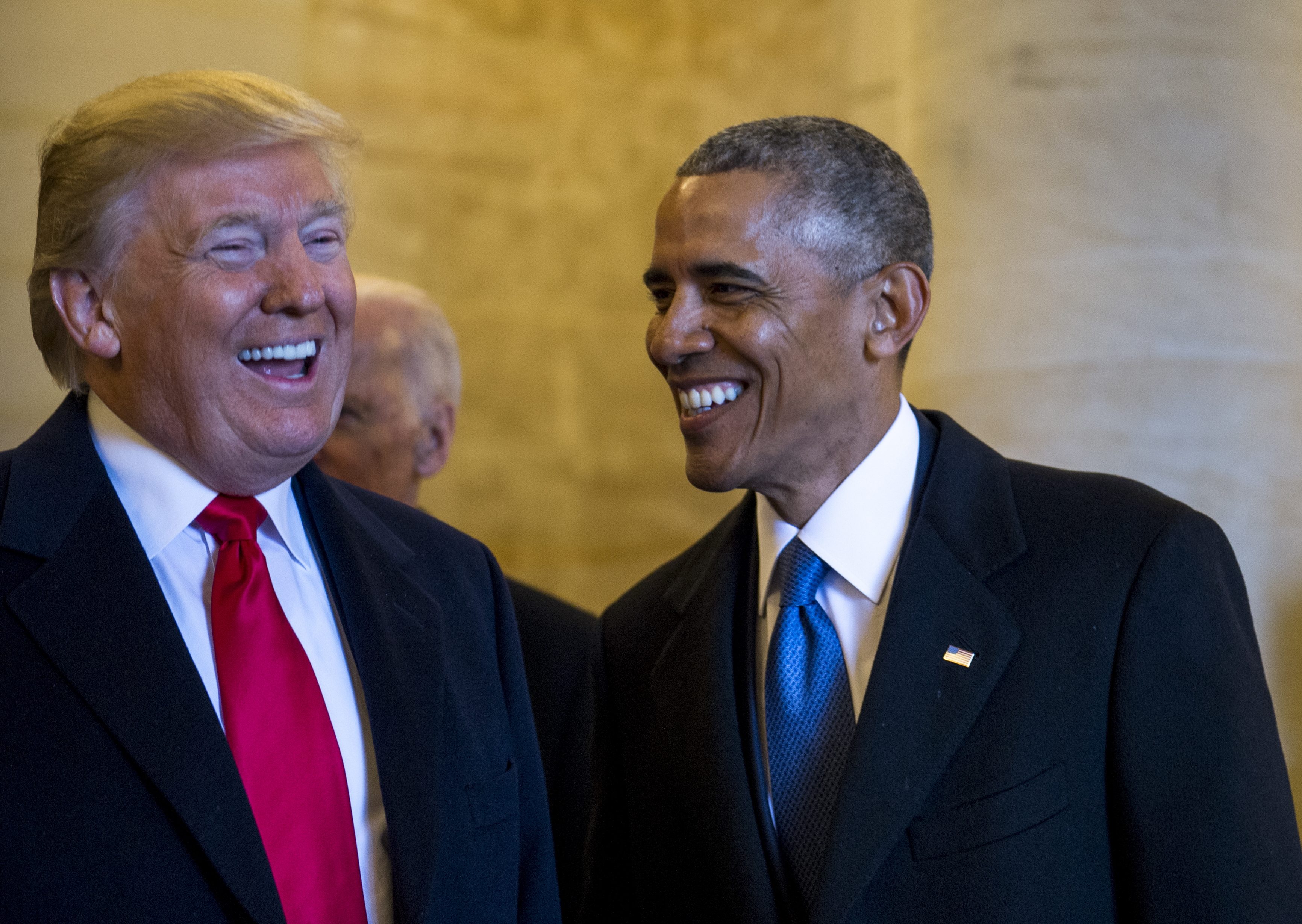
Donald Trump (izquierda) y Barack Obama (derecha) juntos en el día de la investidura presidencial de Trump, 20 de enero de 2017.

En los Estados Unidos, los votantes Obama-Trump, también conocidos como demócratas por Trump, son personas que votaron por el candidato del Partido Demócrata Barack Obama en las elecciones presidenciales de 2008 o 2012 (o ambas), pero luego votaron por el candidato del Partido Republicano Donald Trump en 2016. Estos votantes comprendieron aproximadamente el 13% de los votantes por Trump y el 9% de los votantes por Obama. En contraste, el 7% de los votantes por Obama no votó en 2016 y el 3% votó por un candidato de un tercer partido. Si bien algunos analistas consideran que estos votantes fueron decisivos en la victoria de Trump en 2016, otros han cuestionado esta conclusión.
Según una investigación realizada por el Democracy Fund Voter Study Group, en comparación con otros votantes, los votantes Obama-Trump tienen puntos de vista económicos liberales y puntos de vista sociales conservadores, y aunque estos votantes apoyaron a Trump en las elecciones de 2016, apoyan menos a los republicanos en su conjunto, y muestran un deseo de cambiar el status quo.

## Estudios
Varios estudios estiman el porcentaje de votantes de Trump en 2016, que habían votado previamente por Obama, entre el 11 y el 15 por ciento. El Estudio Cooperativo de Elecciones del Congreso (CCES) encontró que el 11% de los votantes de Trump en 2016 habían votado por Obama en 2012, con el Estudio de Elecciones Nacionales Estadounidenses colocando el número en 13%, y el Centro de Política de la Universidad de Virginia estimando el 15%. Expresados en número total de votantes, estos porcentajes indican que entre 7 y 9 millones de votantes por Trump en 2016 votaron por Obama en 2012. Según un informe de noticias de McClatchy de mayo de 2017, un análisis de la firma política demócrata Global Strategy Group estimó que los votantes Obama-Trump representaron más de dos tercios de los votantes de Obama que no votaron por Hillary Clinton.

## Significado
Algunos analistas han argumentado que los votantes Obama-Trump tuvieron un impacto desproporcionadamente grande en las elecciones de 2016 porque se concentraron en estados pendulares en el Medio Oeste, mientras que otros han dicho que en realidad eran republicanos por Obama en lugar de demócratas para empezar.
Algunos han cuestionado tanto la cantidad como la importancia de los votantes Obama-Trump para decidir el resultado de las elecciones de 2016. Dana Milbank argumentó en una columna de The Washington Post de agosto de 2017 que la cantidad de esos votantes fue inicialmente exagerada y que la mayoría de ellos eran republicanos que solo desertaron de su partido para votar por Obama, no demócratas que desertaron para apoyar a Trump. Nate Cohn contrarrestó la evaluación de Milbank argumentando que el enfoque de Milbank en los datos nacionales oscureció la magnitud de la deserción demócrata en 2016 para apoyar a Trump. Cohn señaló que cuando se mira específicamente a los votantes blancos de Obama sin una educación superior a la de un diploma de escuela secundaria, Clinton ganó solo el 74% (según datos del Democracy Fund Voter Study Group) o el 78% (según el Cooperative Congressional Election Study).

## Opiniones de los votantes
Poco antes de las elecciones de 2016, The New York Times informó que los votantes de Obama que planeaban votar por Trump sintieron que encarnaba el «cambio» que habían esperado cuando votaron por Obama. Múltiples grupos focales de votantes Obama-Trump convocados por el Roosevelt Institute y Democracy Corps a principios de 2017 mostraron que, en general, estos votantes querían cambiar el statu quo y tenían puntos de vista escépticos sobre los republicanos del Congreso y sus propuestas. Los mismos grupos focales también indicaron que estos votantes esperaban que el presidente Trump ayudara a reducir los costos de atención médica para los estadounidenses de clase trabajadora y que estaban preocupados por algunos grupos de inmigrantes.
Una encuesta de varios años completada por el Democracy Fund Voter Study Group encontró que los votantes Obama-Trump generalmente tenían puntos de vista liberales sobre temas económicos, pero conservadores sobre temas sociales. En un editorial de 2017 para la revista New York Magazine, Eric Levitz señaló que los datos de CCES indican que el 75% de los votantes Obama-Trump apoyaron la derogación y reemplazo de la Ley del Cuidado de Salud a Bajo Precio.
Según un artículo de Politico, una encuesta de septiembre de 2017 del Democracy Fund Voter Study Group encontró que el 70% de los votantes Obama-Trump aprobaron el trabajo que Trump estaba haciendo como presidente. Esta cifra fue significativamente más baja que el índice de aprobación del 88% entre todos los votantes por Trump. De manera similar, el porcentaje de votantes que desaprobó el desempeño de Trump en esta encuesta fue mucho más alto entre los votantes Obama-Trump (22%) que entre los votantes por Trump en su conjunto (9%).